# آرزو، می‌خوام تبدیل به تو بشم
آرزو، می‌خوام تبدیل به تو بشم (به انگلیسی: Desire, I Want to Turn Into You) دومین آلبوم استودیویی از خواننده-ترانه‌پرداز و تهیه‌کنندهٔ آمریکایی کارولین پولاچک می‌باشد که در ۱۴ فوریهٔ سال ۲۰۲۳ از سوی سونی میوزیک، اورچرد و ناشر پولاچک پرپچوال ناویس منتشر گردید.